# Ronda centro de Castellón
Ronda Centro (en valenciano, Ronda Centre) es una vía urbana que rodea el casco histórico de Castellón.

## Historia
Castellón es, por su extensión y población, un ciudad de tipo mediano, que no cuenta con grandes avenidas que puedan absorber todo el tráfico que diariamente entra, sale, y circula por el centro urbano de la ciudad. Debido al aumento de tráfico que necesitaba cruzar de un extremo a otro de la ciudad y ante al falta de estas grandes vías, todas las estrechas calles del centro funcionaban con improvisados ejes, con el consiguiente colapso que de producía en horas puntas.
Fue en otoño de 2009 cuando se creó, un anillo de circunvalación alrededor del centro histórico de Castellón que permitiera cruzar de una parte a otra sin necesidad de hacerlo por el mismo. Se creó la llamada Ronda centro, un vial a doble carril unidireccional -en sentido horario- (a excepción de la Ronda Magdalena, donde se mantiene también el carril de sentido opuesto), que se traza por las calles más anchas de la ciudad, y donde se eliminaron los espacios de estacionamiento en aquellas vías donde fuera necesario.
La creación de esta ronda no necesitó del cambio de sentido de ninguna calle (a excepción de la Calle Sanahuja, que pasó a ser de entrada a la Plaza María Agustina y no de salida como antes).

## Trazado actual
El trazado que sigue la ronda está creado de una forma estratégica que enlaza todas las principales entradas y salidas de la ciudad hacia las afueras, además de los aparcamientos disuasorios.